# 1102
Il 1102 (MCII in numeri romani) è un anno  del XII secolo.

## Eventi
- Fondazione di Alghero
- Fondazione di Castel Genovese (Castelsardo, SS)
- Papa Pasquale II, nella bolla per il vescovo di Fiesole, da conferma del possesso dell'Oratorio di San Giusto a Montemartiri

## Nati
- 7 febbraio - Matilde d'Inghilterra, regina († 1167)
- 11 agosto - Andrej di Perejaslav e Volinia, principe russo († 1141)
- 25 ottobre - Guglielmo Cliton, nobile normanno († 1128)
- Veera Ballala I, sovrano indiano († 1108)
- Enrico II della marca del Nord, nobile tedesco († 1128)
- Liang Hongyu, militare cinese († 1135)
- Mainardo I di Gorizia, conte († 1142)
- Pietro II di Tarantasia, vescovo cattolico e santo francese († 1174)
- Roger de Beaumont, II conte di Warwick, nobile († 1153)

## Morti
- 24 gennaio - Costantino I d'Armenia, nobile armeno
- 31 marzo - Odon de Chatillon, cardinale francese
- 19 maggio - Stefano II di Blois, conte
- 25 maggio - Michele IV di Alessandria, arcivescovo cristiano orientale egiziano
- 27 maggio - Stefano I di Mâcon, conte
- 4 giugno - Ladislao Ermanno di Polonia, duca (n. 1040)
- 22 giugno - Alberto III di Namur, nobile francese
- 31 luglio - Ida di Sassonia, nobile tedesca (n. 1035)
- 14 settembre - Ermengol V di Urgell, conte
- 21 dicembre - Enrico di Monte Sant'Angelo, nobile normanno
- Antipapa Adalberto, monaco cristiano italiano
- Guglielmo Embriaco, generale italiano
- Ereyanga, sovrano indiano
- Felicia d'Altavilla, principessa normanna (n. 1078)
- Khön Könchog Gyalpo, monaco buddhista tibetano (n. 1034)
- Lupo Protospata, italiano
- Vitale I Michiel, doge
- Rodolfo Orlandi, politico italiano (n. 1056)
- Antipapa Teodorico, abate italiano

## Calendario
| Calendario 1102 | Calendario 1102 | Calendario 1102 | Calendario 1102 | Calendario 1102 | Calendario 1102 | Calendario 1102 | Calendario 1102 | Calendario 1102 | Calendario 1102 | Calendario 1102 | Calendario 1102 | Calendario 1102 | Calendario 1102 | Calendario 1102 | Calendario 1102 | Calendario 1102 | Calendario 1102 | Calendario 1102 | Calendario 1102 | Calendario 1102 | Calendario 1102 | Calendario 1102 | Calendario 1102 | Calendario 1102 | Calendario 1102 | Calendario 1102 | Calendario 1102 | Calendario 1102 | Calendario 1102 | Calendario 1102 | Calendario 1102 | Calendario 1102 |
| --------------- | --------------- | --------------- | --------------- | --------------- | --------------- | --------------- | --------------- | --------------- | --------------- | --------------- | --------------- | --------------- | --------------- | --------------- | --------------- | --------------- | --------------- | --------------- | --------------- | --------------- | --------------- | --------------- | --------------- | --------------- | --------------- | --------------- | --------------- | --------------- | --------------- | --------------- | --------------- | --------------- |
|                 | 1               | 2               | 3               | 4               | 5               | 6               | 7               | 8               | 9               | 10              | 11              | 12              | 13              | 14              | 15              | 16              | 17              | 18              | 19              | 20              | 21              | 22              | 23              | 24              | 25              | 26              | 27              | 28              | 29              | 30              | 31              |                 |
| Gennaio         | Me              | Gi              | Ve              | Sa              | Do              | Lu              | Ma              | Me              | Gi              | Ve              | Sa              | Do              | Lu              | Ma              | Me              | Gi              | Ve              | Sa              | Do              | Lu              | Ma              | Me              | Gi              | Ve              | Sa              | Do              | Lu              | Ma              | Me              | Gi              | Ve              |                 |
| Febbraio        | Sa              | Do              | Lu              | Ma              | Me              | Gi              | Ve              | Sa              | Do              | Lu              | Ma              | Me              | Gi              | Ve              | Sa              | Do              | Lu              | Ma              | Me              | Gi              | Ve              | Sa              | Do              | Lu              | Ma              | Me              | Gi              | Ve              |                 |                 |                 |                 |
| Marzo           | Sa              | Do              | Lu              | Ma              | Me              | Gi              | Ve              | Sa              | Do              | Lu              | Ma              | Me              | Gi              | Ve              | Sa              | Do              | Lu              | Ma              | Me              | Gi              | Ve              | Sa              | Do              | Lu              | Ma              | Me              | Gi              | Ve              | Sa              | Do              | Lu              |                 |
| Aprile          | Ma              | Me              | Gi              | Ve              | Sa              | Do              | Lu              | Ma              | Me              | Gi              | Ve              | Sa              | Do              | Lu              | Ma              | Me              | Gi              | Ve              | Sa              | Do              | Lu              | Ma              | Me              | Gi              | Ve              | Sa              | Do              | Lu              | Ma              | Me              |                 |                 |
| Maggio          | Gi              | Ve              | Sa              | Do              | Lu              | Ma              | Me              | Gi              | Ve              | Sa              | Do              | Lu              | Ma              | Me              | Gi              | Ve              | Sa              | Do              | Lu              | Ma              | Me              | Gi              | Ve              | Sa              | Do              | Lu              | Ma              | Me              | Gi              | Ve              | Sa              |                 |
| Giugno          | Do              | Lu              | Ma              | Me              | Gi              | Ve              | Sa              | Do              | Lu              | Ma              | Me              | Gi              | Ve              | Sa              | Do              | Lu              | Ma              | Me              | Gi              | Ve              | Sa              | Do              | Lu              | Ma              | Me              | Gi              | Ve              | Sa              | Do              | Lu              |                 |                 |
| Luglio          | Ma              | Me              | Gi              | Ve              | Sa              | Do              | Lu              | Ma              | Me              | Gi              | Ve              | Sa              | Do              | Lu              | Ma              | Me              | Gi              | Ve              | Sa              | Do              | Lu              | Ma              | Me              | Gi              | Ve              | Sa              | Do              | Lu              | Ma              | Me              | Gi              |                 |
| Agosto          | Ve              | Sa              | Do              | Lu              | Ma              | Me              | Gi              | Ve              | Sa              | Do              | Lu              | Ma              | Me              | Gi              | Ve              | Sa              | Do              | Lu              | Ma              | Me              | Gi              | Ve              | Sa              | Do              | Lu              | Ma              | Me              | Gi              | Ve              | Sa              | Do              |                 |
| Settembre       | Lu              | Ma              | Me              | Gi              | Ve              | Sa              | Do              | Lu              | Ma              | Me              | Gi              | Ve              | Sa              | Do              | Lu              | Ma              | Me              | Gi              | Ve              | Sa              | Do              | Lu              | Ma              | Me              | Gi              | Ve              | Sa              | Do              | Lu              | Ma              |                 |                 |
| Ottobre         | Me              | Gi              | Ve              | Sa              | Do              | Lu              | Ma              | Me              | Gi              | Ve              | Sa              | Do              | Lu              | Ma              | Me              | Gi              | Ve              | Sa              | Do              | Lu              | Ma              | Me              | Gi              | Ve              | Sa              | Do              | Lu              | Ma              | Me              | Gi              | Ve              |                 |
| Novembre        | Sa              | Do              | Lu              | Ma              | Me              | Gi              | Ve              | Sa              | Do              | Lu              | Ma              | Me              | Gi              | Ve              | Sa              | Do              | Lu              | Ma              | Me              | Gi              | Ve              | Sa              | Do              | Lu              | Ma              | Me              | Gi              | Ve              | Sa              | Do              |                 |                 |
| Dicembre        | Lu              | Ma              | Me              | Gi              | Ve              | Sa              | Do              | Lu              | Ma              | Me              | Gi              | Ve              | Sa              | Do              | Lu              | Ma              | Me              | Gi              | Ve              | Sa              | Do              | Lu              | Ma              | Me              | Gi              | Ve              | Sa              | Do              | Lu              | Ma              | Me              |                 |